# Big Ole Album Vol. 1
Big Ole Album Vol. 1 es el octavo álbum de estudio de la banda estadounidense A Day to Remember. Se lanzó por sorpresa en formato físico el 21 de febrero de 2025 a través de Fueled by Ramen; un mes después, el 21 de marzo, se lanzó en streaming. Le precedieron cuatro sencillos: «Miracle», «Feedback», «Make It Make Sense» y «Lebron». También es el primer álbum sin el bajista fundador Josh Woodard tras su salida en octubre de 2021.

## Lanzamiento y promoción
El 21 de julio de 2022, la banda lanzó el sencillo "Miracle" como un adelanto de su próximo álbum. El 31 de mayo de 2024, la banda lanzó el sencillo "Feedback". A esto le siguió una gira por Norteamérica en octubre y noviembre con las bandas August Burns Red y Stand Atlantic.
Tras un día de rumores, el 18 de febrero de 2025, la banda lanzó por sorpresa su octavo álbum de estudio Big Ole Album Vol. 1 en formato físico, que incluye los dos sencillos previamente publicados y dos nuevos sencillos lanzados el mismo día: "Make It Make Sense" y "LeBron". El álbum alcanzó el puesto número 5 en las listas de Billboard. Entre las influencias del álbum se incluyen a Gojira y Coal Chamber en la canción "Silence".

## Lista de canciones
| N.º | Título                  | Duración |  |
| 1.  | «Make It Make Sense»    | 3:10     |  |
| 2.  | «Feedback»              | 2:32     |  |
| 3.  | «Bad Blood»             | 3:16     |  |
| 4.  | «All My Friends»        | 3:01     |  |
| 5.  | «To the Death»          | 2:57     |  |
| 6.  | «Flowers»               | 3:21     |  |
| 7.  | «LeBron»                | 2:46     |  |
| 8.  | «Die for Me»            | 2:50     |  |
| 9.  | «Miracle»               | 4:04     |  |
| 10. | «Same Team»             | 3:32     |  |
| 11. | «Silence»               | 3:20     |  |
| 12. | «Closer Than You Think» | 4:20     |  |

## Personal
A Day to Remember
- Jeremy McKinnon – voz principal
- Kevin Skaff – guitarra líder, coros
- Neil Westfall – guitarra rítmica, bajo, coros
- Alex Shelnutt – batería

## Charts
| Gráfica (2025)                               | Píco de posición |
| -------------------------------------------- | ---------------- |
| Australia (ARIA)                             | 44               |
| Austria (Ö3 Austria)                         | 56               |
| Alemania (Offizielle Top 100)                | 44               |
| Nueva Zelanda (Recorded Music NZ)            | 16               |
| Escocia (Scottish Albums Chart)              | 13               |
| Reino Unido (UK Album Downloads)             | 26               |
| Reino Unido (UK Rock & Metal Albums)         | 2                |
| Estados Unidos (Billboard 200)               | 155              |
| US Top Rock & Alternative Albums (Billboard) | 30               |